# 屈布讷宰
屈布讷宰（法語：Cubnezais，法語發音：[kybnəzɛ]）是法国吉伦特省的一个市镇，属于布莱区。

## 地理
屈布讷宰（45°4'28"N, 0°24'28"W）面积10.3 平方千米，位于法国新阿基坦大区吉倫特省，该省份为法国西南部沿海省份，是法國本土面积最大的省，北起滨海夏朗德省，西临大西洋，南至朗德省，东南接洛特-加龍省，东临多爾多涅省。
与屈布讷宰接壤的市镇（或旧市镇、城区）包括：塞扎克、戈里亚盖、马尔萨斯、珀雅尔。

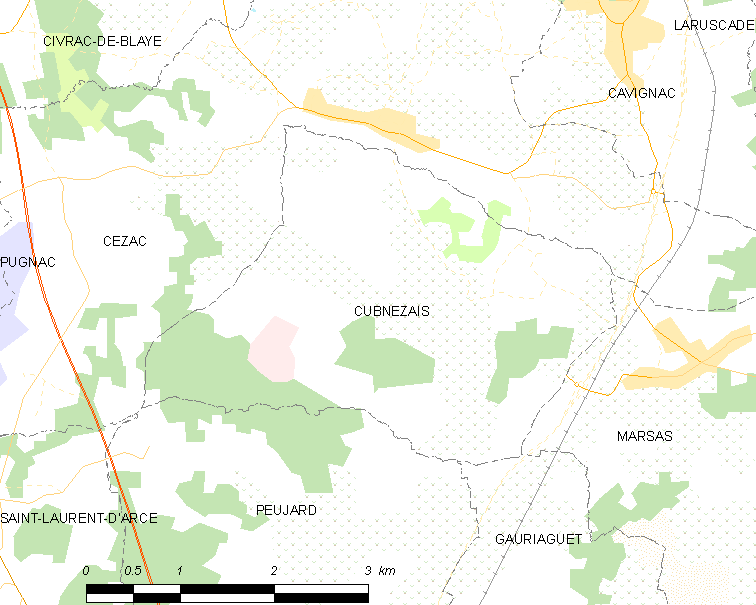
屈布讷宰的OSM定位图

屈布讷宰的时区为UTC+01:00、UTC+02:00（夏令时）。

## 行政
屈布讷宰的邮政编码为33620，INSEE市镇编码为33142。

## 政治
屈布讷宰所属的省级选区为北吉伦特县。

## 人口

1962-2008年间屈布讷宰人口变化图示

屈布讷宰于2022年1月1日时的人口数量为1877人。